# ماريسا لوبيز
ماريسا لوبيز (بالإسبانية: Marisa López) هي لاعب هوكي الحقل أرجنتينية، ولدت في 10 سبتمبر 1964.

## وصلات خارجية
- ماريسا لوبيز على موقع أوليمبيديا (الإنجليزية)